# Xiphophorus maculatus
Xiphophorus maculatus — вид живородних прісноводних риб родини пецілієвих (Poeciliidae). Популярний в акваріумістиці.

## Поширення
Вид поширений на півдні Мексики (Кампече, Чіапас, Оахака, Кінтана-Роо, Табаско, Веракрус) та на півночі Белізу.

## Опис
У природі рибка виростає до 6 см завдовжки. Забарвлення мінливе і дуже барвисте, включає жовтий, помаранчевий, червоний або білий кольори. Бічна лінія не відмічена кольором. Статевий диморфізм незначний. Хвостовий плавець у самця загострений. Анальний плавець самця перетворився в гоноподіум — орган, який використовується для розмноження. Анальний плавець самиці має форму віяла.

## Спосіб життя
Живе у повільних річках та канавах. Всеїдний. Живиться рослинами, рачками, хробаками, комахами.